# 仙ノ倉山
仙ノ倉山（せんのくらやま）は、群馬県利根郡みなかみ町と新潟県南魚沼郡湯沢町にまたがる山。標高は2,026mで谷川連峰（清水峠～三国峠間）の最高峰であり、二等三角点が置かれている。
上信越高原国立公園に属し、日本二百名山、ぐんま百名山、越後百山、にいがた100名山に選ばれている他、「ぐんま県境稜線トレイル」コースになっている。

## 登山
山容は穏やかで花畑が続き、眺望にも恵まれている。登山コースは、谷川岳の肩ノ小屋からオジカノ頭・大障子ノ頭・万太郎山・毛渡乗越・エビス大黒を経て上越国境稜線を縦走するルートと、国道17号の湯沢町元橋にある平標登山口あるいは湯沢町土樽の平標新道から平標山経由で入山するルートがある。付近の宿泊施設には平標山の家がある。
仙ノ倉谷は沢登りのメッカとして人気があるが、滑落や遭難事故の事例も多く、装備や行動には注意が必要である。

## 名前の由来
古図には千倉山とも書かれる。「セン」は沢や滝のことで、「クラ」は山の峰を指す。合せて滝のある山という意味になる。仙ノ倉谷のスラブ地帯には西ゼン、東ゼン等と地名がつけられている。
初夏に雪形が「三」の形に残ることから麓の集落では「三の字の頭」「三の字山」などとも呼ぶ。

## 登山史
1920年（大正9年）7月1日に日本山岳会の藤島敏男と森喬が土樽村から案内人の剣持政吉と共に登頂し、近代登山において初の記録を残す。この時の行動は湯沢町大字土樽の毛渡沢-魚野川出会い付近からシッケイ沢を遡上し残雪期の雪渓を通るもので、現在でも同様のルートに夏道はなく土樽側からの直登は積雪期・残雪期に限られる。

## 周辺の山々
- 万太郎山・谷川岳・一ノ倉岳・茂倉岳・武能岳(ぶのうだけ) 1759.6m[7]
- 平標山・三国山・稲包山

## 参考画像

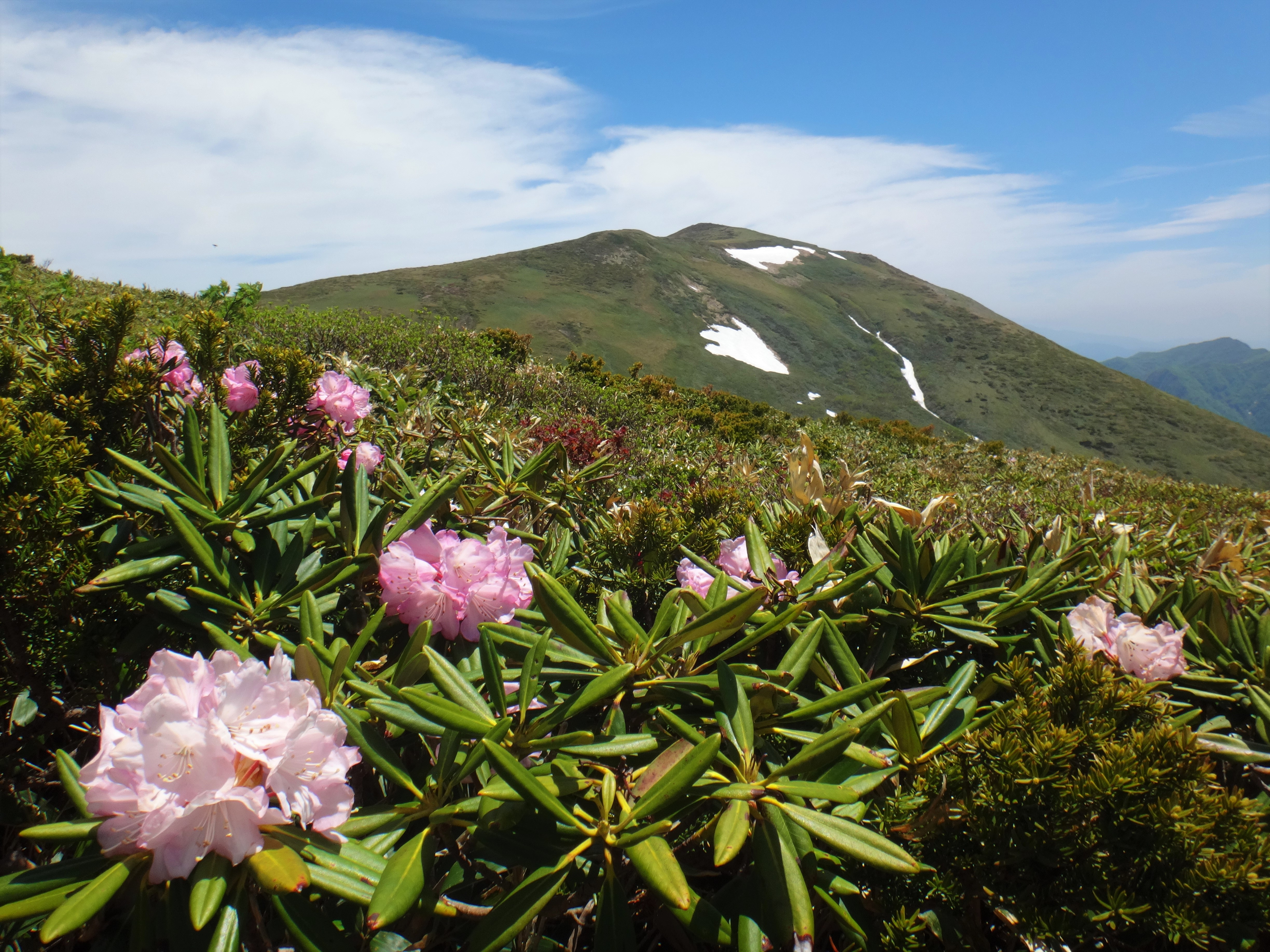
シャクナゲ越しの仙ノ倉山
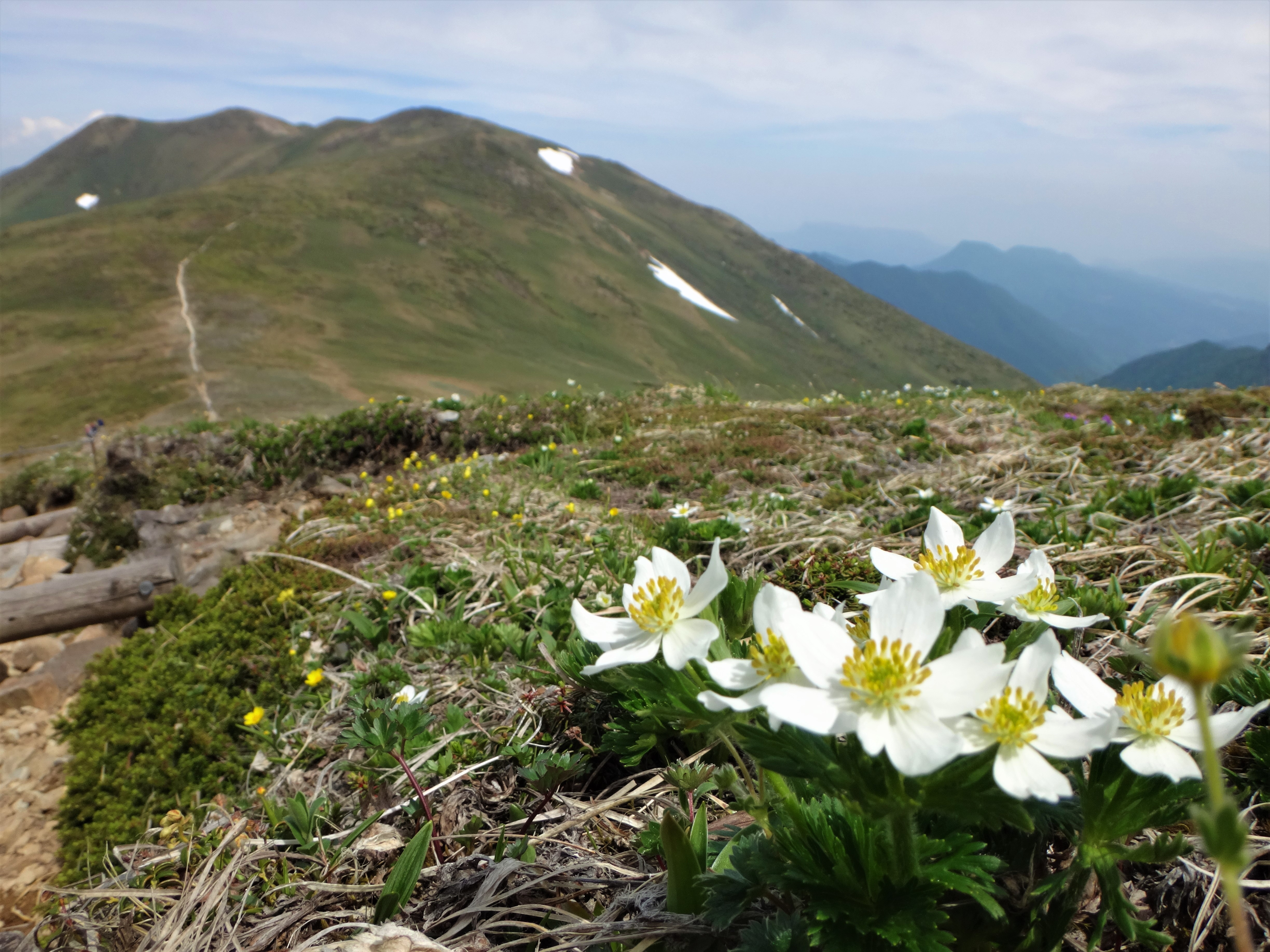
ハクサンイチゲと仙ノ倉山
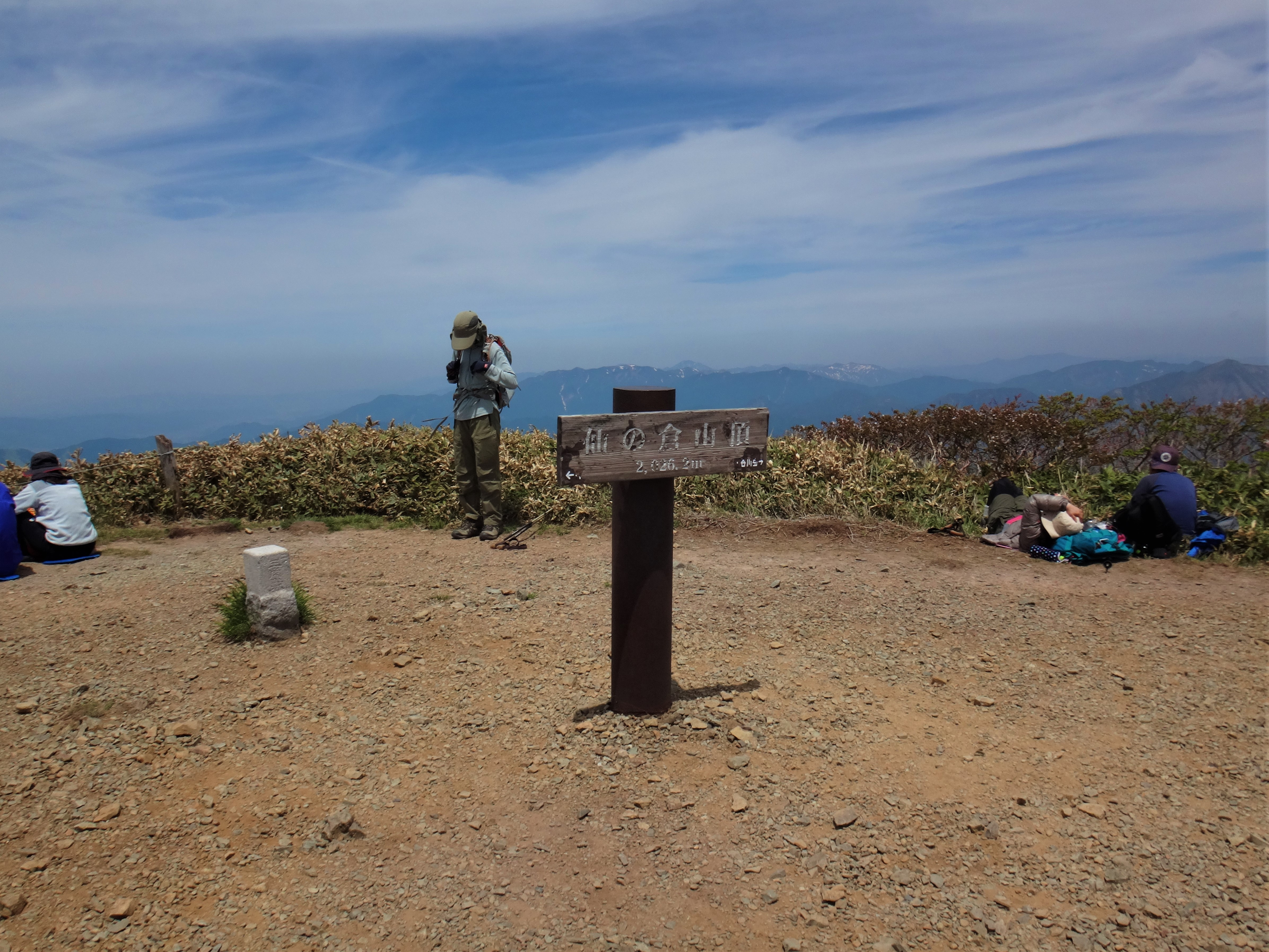
山頂